# Pinxit

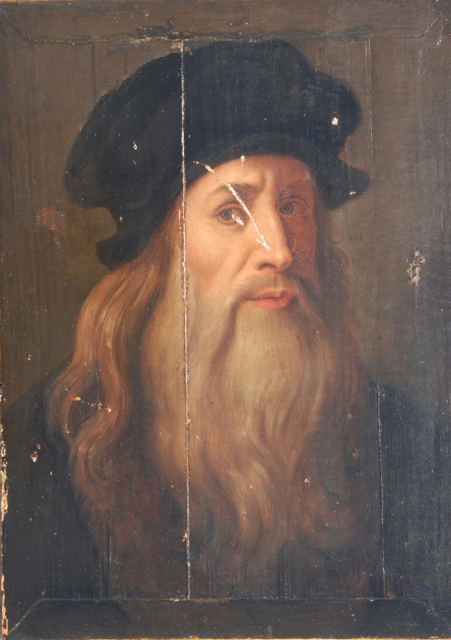
Portrait d'homme, attribué à Cristofano dell'Altissimo ou Léonard de Vinci, signé Pinxit Mea.

Pinxit, du latin « (il/elle) a peint », est une mention ajoutée à la signature d'un artiste sur l'une de ses œuvres, principalement utilisée durant le Moyen Âge tardif et pendant la Renaissance.

## Utilisations

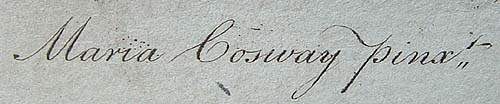
Signature de Maria Cosway suivie de la mention pinxit.

L'expression est parfois utilisée sous les formes P, PIN ou PINX, comme dans certaines peintures de Raphaël. La locution me pinxit trouvée sur un crucifix du XIIe siècle n'était pas utilisée dans le même sens, puisqu'elle était plutôt une attestation de dévotion. 
Lorsque Duccio signe pinxit sur sa Maestà de la cathédrale de Sienne, il effectue une manœuvre audacieuse, cet ajout symbolisant une revendication d'un statut égal à la ville. Au courant du Moyen Âge tardif, l'utilisation de la mention, et d'autres formes du verbe pingere, en écriture gothique, est très répandue, surtout sur les cartellinos d'œuvres réalisées à Venise vers 1440. D'autres locutions similaires incluent les verbes facere (fecit, « fait par », notamment utilisé par Titien) ou fingere (concevoir),.
En Nouvelle-Espagne du XVIIIe siècle, les artistes signaient souvent pinxit Mexici (fait au Mexique) à la fin de leurs œuvres destinées au marché européen pour montrer leur appartenance.